# گمینا پیوترکوف کویاوسکی
گمینا پیوترکوف کویاوسکی (به لهستانی:  Gmina Piotrków Kujawski) یک گمینا در لهستان است که در شهرستان راجیوف واقع شده‌است. گمینا پیوترکوف کویاوسکی ۱۳۸٫۶۲ کیلومتر مربع مساحت و ۹٬۶۴۶ نفر جمعیت دارد.